# آکیو موریتا
آکیو موریتا (به ژاپنی: 盛田 昭夫) (زاده ۲۶ ژانویه ۱۹۲۱ - درگذشته ۱۵ مارس ۱۹۹۹) بازرگان، کارآفرین و مدیر ارشد اجرایی ژاپنی بود، که به‌همراه ماسارو ایبوکا، در سال ۱۹۴۶ شرکت سونی را بنیان نهاد.

## زندگی‌نامه
آکیو موریتا در ۲۶ ژانویه سال ۱۹۲۱ در ناگویا، آیچی، ژاپن زاده شد. او که در رشته فیزیک تحصیل می‌کرد، با آغاز جنگ جهانی دوم به خدمت در نیروی دریایی امپراتوری ژاپن به کار مشغول شد.
در هفتم ماه مه سال ۱۹۴۶ موریتا به همراه یکی از همراهانش در جنگ با نام «ماسارو ایبوکا» یک شرکت تعمیر رادیوهای دست دوم، تحت عنوان «توکیو تسوشی کوگیو» بنا کردند. در آن زمان او ۲۵ سال و ایبوکا ۳۸ سال داشت و هر دو با سرمایه اولیه ۱۹۰ هزار ین شرکت را با ۲۰ کارمند اداره می‌کردند.
در سال ۱۹۴۹ شرکت اولین نوارهای مغناطیسی خود را روانه بازار کرد و در سال ۱۹۵۰ توانست اولین ضبط صوت‌های ژاپنی را تولید نماید. در سال ۱۹۵۷ نیز اولین رادیوهای جیبی توسط این کمپانی تولید و به بازار عرضه گردید. یک‌سال بعد زمانی که شرکت کوچک سابق، حال به یک کمپانی نسبتاً صاحب نام تبدیل شد، تصمیم به تغییر عنوان آن به «سونی» گرفته شد.
در سال ۱۹۶۰ کمپانی سونی اولین تلویزیون‌های ترانزیستوری را ابداع و به‌طور گسترده روانه بازار نمود. در سال ۱۹۶۵ نیز اولین دوربین فیلم‌برداری خانگی توسط این کمپانی ساخته و به بازار عرضه شد. پس از آن محصولات مهم سونی عبارت بودند از واکمن، تلویزیون‌های ترینی‌ترون، مایکرو دیسکت‌های کامپیوتر و سرانجام از پلی‌استیشن که هر یک شهرت فراوانی را به سوی این امپراطوری عظیم روانه ساخت.
با گسترده‌تر شدن فعالیت شرکت، در عرصه الکترونیک و افزایش حجم تقاضا از سراسر دنیا شعبات متعددی در سراسرجهان بنا شد. در کشور ایالات متحده آمریکا این شعبه در سال ۱۹۷۰ کار خود را با ریاست شخص موریتا آغاز و این‌گونه شد که سونی به عنوان اولین شرکت ژاپنی در بازار بورس نیویورک حضور یافت. دو سال بعد یعنی در سال ۱۹۷۲ مجدداً سونی اولین شرکتی بود، که یک کارخانه آمریکایی دایر می‌کرد.
البته روند کاری موریتا و قلمرو تحت فرمانش همیشه با خط سیر صعودی همراه نبوده‌است. شکست سونی در رقابت با کمپانی ماتسوشیتا در عرضه و تولید نوارهای وی.اچ. اس و همچنین خرید ناموفق ۴/۳ میلیارد دلاری این شرکت که قصد داشت با در اختیار گرفتن کمپانی فیلم‌سازی کلمبیا پیکچرز حضور قطعی در هالیوود داشته باشد، از جمله روزگار تلخ وی به‌شمار می‌روند؛ که در دوره‌ای مشکلات عدیده‌ای برای پادشاهی سونی پدیدآورده بودند. اما به هر حال سونی همواره حرف اول را در بازار الکترونیک زده‌است.

## زندگی شخصی
در رابطه زندگی شخصی موریتا نکات جالبی وجودارد. او در مدت زندگانی‌اش دوستان پرنفوذ بسیاری در سراسر دنیا علاوه بر کشور ژاپن داشت، که نخست‌وزیر پیشین ژاپن و همچنین رئیس‌جمهور سابق ایالات متحده از جمله این افراد به‌شمار می‌روند.
در اواخر دهه ۱۹۹۰ ثروت او که بیش از ۳/۱ میلیارد دلار تخمین زده می‌شد، سبب گشت تا مجله اقتصادی فوربز، نام موریتا را در لیست ثروتمندترین افراد جهان قرار دهد. همچنین او تنها غیر آمریکایی بود که مجله تایم به‌عنوان بزرگ‌ترین و موفق‌ترین مدیران و بازرگانان در فهرست خود، جای داد. او همچنین به سبب سیاست‌های اقتصادی و مهارت‌های مدیریتی که از خود به‌نمایش گذاشت، از سوی مجامع علمی مختلف ژاپن، انگلستان و ایالات متحده، نشان یادبود و لیاقت دریافت کرد.
دیگر اینکه به سبب مشغله فراوان کاری در دوران جوانی موریتا، پس از سن ۵۰ سالگی تازه به یادگیری ورزش‌های اسکی، تنیس و همچنین غواصی روی آورد، که این امر در نوع خود، بی‌نظیر است. اشتغال یک‌باره او به این ورزش‌ها موجب گردید تا در سال ۱۹۹۳ هنگامی که مشغول بازی تنیس بود، دچار حمله قلبی شود و مابقی عمر را بر روی صندلی چرخ‌دار سپری نماید. یک‌سال بعد یعنی در سال ۱۹۹۴ از سمت خود در کمپانی سونی استعفا داد و نوریو اوگا را جانشین خود ساخت.

## درگذشت
آکیو موریتا در تاریخ ۳ اکتبر ۱۹۹۹ در سن ۷۸ سالگی بر اثر بیماری سینه‌پهلو جان سپرد و تمامی اموال و دارایی خود را، برای همسر و دو پسر و تنها دخترش به‌جای گذاشت.
هم‌اکنون ابر شرکت سونی، با فروش سالانه بیش از ۷۲ میلیارد دلار، (۲۰۱۳) در جایگاه قدرتمندترین‌های بازار صوتی و تصویری جهان، جای دارد.